# Bonerate (peuple)
 (septembre 2024).
Les Bonerates sont un groupe ethnique du sud de Sulawesi, en Indonésie. Ils habitent dans l'archipel des d'îles Selayar comme les îles Bonerate, Madu, Kalaotoa et Karompa.

## Culture
Les Bonerates sont majoritairement musulmans  bien que certaines croyances traditionnelles perdurent encore. Les comportements sexuellement provocateurs se produisent lors de rituels de possession pratiqués uniquement par les femmes et sont exécutés de manière à ce qu'elles étouffent les braises incandescentes avec leurs pieds nus au point culminant du rituel. La langue Bonerate est étroitement liée à la langue des îles Tukang Besi au large de la côte sud-est de l'île de Buton,.
De nombreux Bonerate sont des agriculteurs qui utilisent la technique de la culture sur brûlis. Les cultures les plus courantes comprennent le maïs, le manioc, plusieurs fruits comme la papaye et les bananes et certains légumes comme les haricots et les pois. Certains Bonerate travaillent également comme constructeurs de navires et marins.